# TT Cygni

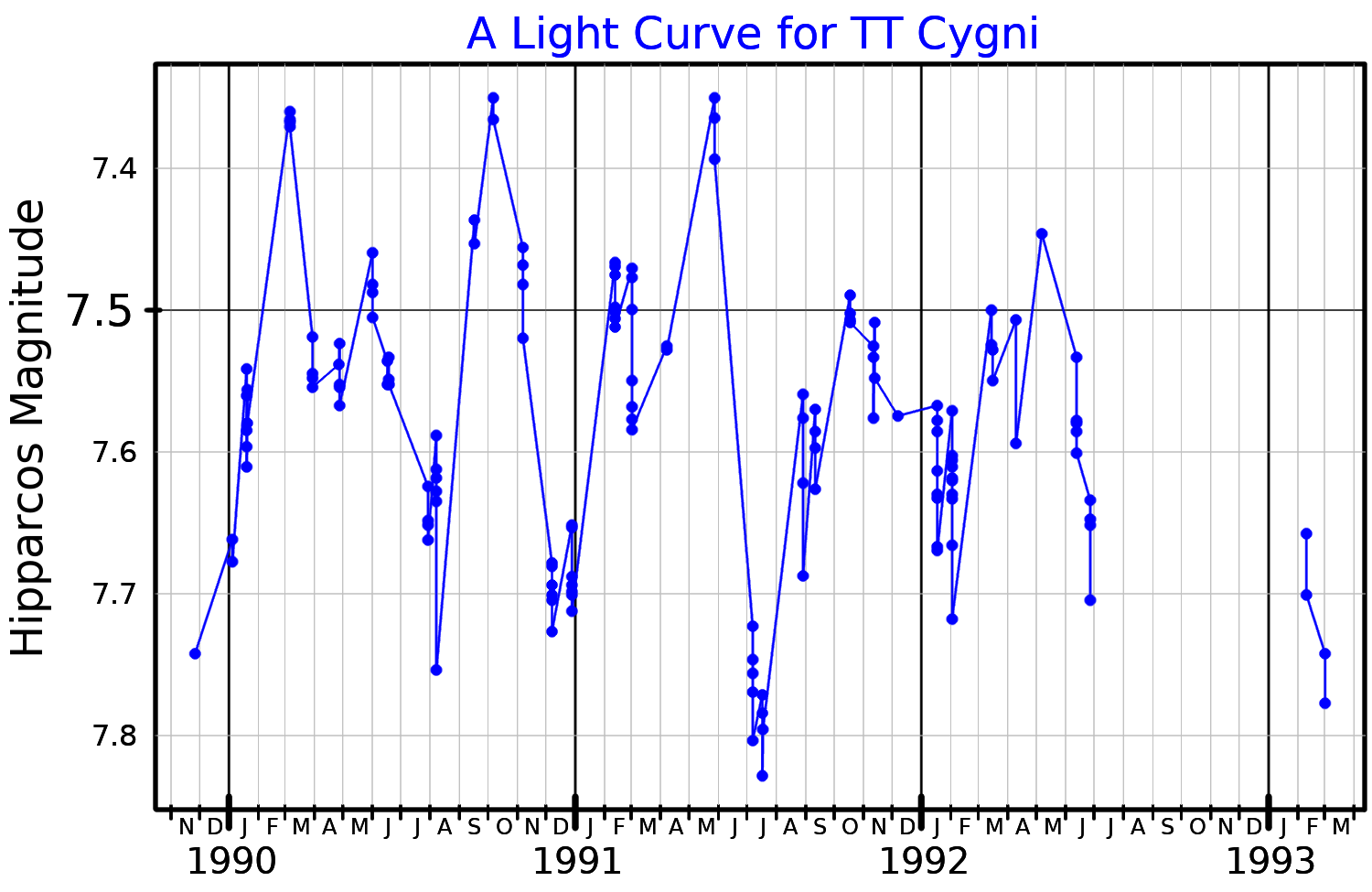
Una curva de luz de TT Cygni graficada a partir de los datos de Hipparcos

TT Cygni (TT Cyg / HD 186047 / HIP 96836 / SAO 68688) es una estrella variable de la constelación del Cisne. Situada a unos 2020 años luz del sistema solar, TT Cygni es una de las escasas estrellas de carbono observables, siendo su tipo espectral CV4.
TT Cygni es una gigante roja 3050 veces más luminosa que el Sol.
Tiene una temperatura efectiva de 2825 K y desde su superficie sopla un fuerte viento estelar. 
Imágenes en radiofrecuencia muestran que está rodeada de un fino anillo de 0,25 años luz de radio, en realidad una cubierta de gas en expansión desde hace 6000 o 7000 años. Se expande a una velocidad de 12,6 km/s y su centro está desplazado respecto a la estrella visible. La velocidad relativa de la estrella respecto al anillo puede explicarse considerando que TT Cygni es un sistema binario cuya acompañante, de masa similar al Sol, estaría a unas 1000 UA.

La magnitud aparente de TT Cygni oscila entre +7,5 y +8,0. Se han observado al menos tres períodos de 116, 390 y 187 días.